# Црна Гора на Пјесми Евровизије 2018.
Црна Гора је учествовала на Песми Евровизије 2018 са песмом „Иње“ коју је написала и извела Вања Радовановић. Црногорски емитер Радио и телевизија Црне Горе (РТЦГ) организовао је национално финале Монтевизија 2018. како би одабрао црногорског учесника за такмичење 2018. у Лисабону, у Португалу. Пет кандидата се такмичило у националном финалу 17. фебруара 2018. где је победник изабран у два круга јавног телевизијског гласања. У првом кругу, три најбоља кандидата пласирала су се у суперфинале. У суперфиналу је победила композиција Иње у извођењу Вање Радовановића, са 37 одсто добијених гласова.
Црна Гора се такмичила у другом полуфиналу Песме Евровизије које је одржано 10. маја 2018. Наступајући током емисије на позицији 16, Иње“ није проглашен међу 10 најбољих учесника другог полуфинала и стога се није квалификовао за финале. Касније је откривено да је Црна Гора заузела 16. мјесто од 18 земаља учесница у полуфиналу са 40 бодова.

## Историјат
Прије такмичења 2018, Црна Гора је учествовала на Песми Евровизије као независна земља девет пута од свог првог самосталног учешћа 2007 године. Црна Гора је до сада само два пута наступила у финалу Песме Евровизије. Најбољи пласман нације на такмичењу био је тринаести, који су остварили 2015. године са песмом Адио у извођењу Кнеза. Црна Гора се 2017 није пласирала у квалификације са песмом Space у извођењу Славка Калезића. Црна Гора се накратко повукла из такмичења између 2010. и 2011. наводећи финансијске потешкоће као разлог свог одсуства.
Црногорски национални емитер Радио и телевизија Црне Горе (РТЦГ) емитује догађај у Црној Гори и организује процес селекције за улазак нације. РТЦГ је потврдила да ће Црна Гора учествовати на Песми Евровизије 2018. дана 24. септембра 2017. Црна Гора је у прошлости користила различите методе за одабир својих кандидата на Евровизији, као што су интерне селекције и телевизијска национална финала за одабир извођача, пјесме или обоје за такмичење на Евровизији. За 2018. годину, емитер се вратио коришћењу коначног националног формата за одабир црногорског уноса; РТЦГ је одлучила да интерно одабере и извођача и песму који ће представљати Црну Гору у периоду од 2009. до 2017.

### Монтевизија 2018.

#### Финале
Финале Монтевизије 2018. је одржано 17. фебруара 2018. Изведено је пет такмичарских радова, а победник је изабран кроз два круга јавног телевизијског гласања. У првом кругу, три најбоља кандидата су прешла у други круг, суперфинале. У суперфиналу је за победника изабрана песма Иње у извођењу Вање Радовановића. Телегласањем у оба круга добијено је укупно 10.006 гласова. Поред извођења такмичарских песама, у емисији је организовано гостовање албанског учесника Евровизије 2018. Еугента Бушпепе и гостовања црногорског учесника на Евровизији 2015. Кнеза и црногорског учесника Евровизије 2017. Славка Калезића.
| #  | Извођач(и)               | Песма       | Аутори                                                      | Гласови | Пласман |
| -- | ------------------------ | ----------- | ----------------------------------------------------------- | ------- | ------- |
| 1  | Нина Петковић            | Дишем       | Нина Петковић, Мајкл Џејмс Даун, Џонас Гладњикоф, Метју Кер | 11%     | 5.      |
| 2. | Вања Радовановић         | Иње         | Вања Радовановић                                            | 18%     | 3.      |
| 3  | Ивана Поповић Мартиновић | Пољупци     | Славко Миловановић, Љубиша Мартиновић                       | 12%     | 4.      |
| 4  | Катарина Богићевић       | Нежељена    | Александра Милутиновић, Дарко Димитров                      | 19%     | 2.      |
| 5  | Лорена Јанковић          | Душу ми дај | Мирсад Серхатлић, Милан Перић                               | 40%     | 1.      |

| # | Извођач(и)         | Песма       | Гласови | Пласман |
| - | ------------------ | ----------- | ------- | ------- |
| 1 | Вања Радовановић   | Иње         | 37%     | 1.      |
| 2 | Катарина Богићевић | Нежељена    | 34%     | 2.      |
| 3 | Лорена Јанковић    | Душу ми дај | 29%     | 3.      |

### Припрема
Вања Радовановић је у марту 2018. снимио спот за, који је сниман у Котору, Старом Бару, Валданосу и Цетињу, а режирао Гојко Беркуљан. Званични музички спот је објављен 11. марта на званичном YouTube каналу Песме Евровизије.

### Гласање

#### Бодови додељени Црној Гори
| Резултат  | Публика   | Жири              |
| --------- | --------- | ----------------- |
| 12 бодова |           |                   |
| 10 бодова | Србија    |                   |
| 8 бодова  |           |                   |
| 7 бодова  | Словенија | Румунија · Србија |
| 6 бодова  |           |                   |
| 5 бодова  |           | Малта             |
| 4 поена   |           |                   |
| 3 поена   |           | Украјина          |
| 2 поена   |           |                   |
| 1 бод     |           | Словенија         |

#### Бодови које додјељује Црна Гора
| Укупно    | Гласови публике | Жири       |
| --------- | --------------- | ---------- |
| 12 бодова | Србија          | Србија     |
| 10 бодова | Словенија       | Украјина   |
| 8 бодова  | Русија          | Румунија   |
| 7 бодова  | Украјина        | Малта      |
| 6 бодова  | Шведска         | Норвешка   |
| 5 бодова  | Норвешка        | Молдавија  |
| 4 бода    | Молдавија       | Холандија  |
| 3 бода    | Данска          | Аустралија |
| 2 бода    | Холандија       | Шведска    |
| 1 бод     | Мађарска        | Данска     |

| Укупно    | Гласови публике | Жири                 |
| --------- | --------------- | -------------------- |
| 12 бодова | Србија          | Србија               |
| 10 бодова | Албанија        | Албанија             |
| 8 бодова  | Италија         | Молдавија            |
| 7 бодова  | Украјина        | Норвешка             |
| 6 бодова  | Словенија       | Данска               |
| 5 бодова  | Кипар           | Естонија             |
| 4 бода    | Бугарска        | Италија              |
| 3 бода    | Мађарска        | Холандија            |
| 2 бода    | Шведска         | Уједињено Краљевство |
| 1 бод     | Израел          | Кипар                |

## Жири
Црногорски жири чинили су следећи чланови:
- Зоја Ђуровић (председавајућа жирија) – директора Уметничке школе за музику и балет Васа Павић
- Каћа Шћекић – професор у Уметничкој школи за музику и балет
- Нина Жижић – певачица, представљала је Црну Гору на такмичењу 2013. заједно са Who See
- Предраг Недељковић – композитор
- Сенад Дрешевић – композитор